# Death Sentence (film, 2007)
Pour les articles homonymes, voir Death Sentence.
Pour plus de détails, voir Fiche technique et Distribution.
Death Sentence est un film d'action américain réalisé par James Wan, sorti en 2007.
Ce film est la dixième production de la société Hyde Park Entertainment ainsi que la huitième et dernière production du Baldwin Entertainment Group.

## Synopsis
Nick Hume a tout pour être heureux : un bon emploi de cadre, une femme et deux garçons, Brendan et Lucas. Mais cette vie rêvée tourne au cauchemar quand Nick et son fils aîné Brendan, après un match de hockey, vont dans une station-service pour faire le plein d'essence. Un gang masqué débarque et braque le gérant et le jeune homme, entré pour acheter une boisson. Ils tuent le gérant, et Joe Darly, le frère cadet du chef, fraîchement admis dans le gang, blesse gravement Brendan en lui tranchant la gorge à l'aide d'une machette.
Joe Darly est arrêté mais vite libéré. En effet, face à la perspective d'une peine trop clémente et afin de faire justice lui-même, Nick qui est l'unique témoin du massacre, change sa version des faits, et abat Darly lui-même, partant ainsi en guerre contre le gang...

## Fiche technique
- Titre français et original : Death Sentence
- Titre québécois : Condamnés à mort
- Réalisation : James Wan
- Scénario : Ian Jeffers, d'après le roman Death Sentence de Brian Garfield
- Directeur de la photographie : John R. Leonetti
- Montage : Michael N. Knue
- Directeur artistique : Rosa Palomo
- Chef décoratrice : Julie Berghoff (it)
- Décoratrice : Marthe Pineau
- Costumes : Kristin M. Burke (it)
- Maquillages : Rocky Faulkner
- Directrice du casting : Mary Tricia Wood et Jennifer L. Smith
- Musique : Charlie Clouser
- Producteurs : Ashok Amritraj, Howard Baldwin et Karen Elise Baldwin
  - Coproducteur : Eric Mitchell
  - Producteurs délégués : Andrew Sugerman, Nick Hamson, Lars Sylvest et Nick Morton
- Société de distribution : 20th Century Fox
- Procédé son : DTS - Dolby Digital
- Budget: 20 000 000 $
- Procédé image : Couleur - 35 mm - 2.35:1
- Durée : 105 minutes
- Genre : thriller, action, drame
- Date de sortie en salles :
  -  États-Unis : 31 août 2007
  -  France : 20 mai 2007 (Marché du film de Cannes)
  -  France : 16 janvier 2008
- Classification : interdiction aux moins de 12 ans à sa sortie en salles en France, interdiction aux moins de 16 ans lors de sa diffusion sur France 2, le 25 août 2014 avec pour avertissement, en substance : "ce film peut être interprété comme faisant l'apologie de la vengeance et enchaîne les scènes de violence".

## Distribution
- Kevin Bacon (VF : Philippe Vincent ; VQ : Benoît Rousseau) : Nick Hume
- Garrett Hedlund (VF : Vincent Barazzoni ; VQ : Louis-Philippe Dandenault) : Bill Darley
- Kelly Preston (VF : Virginie Ledieu ; VQ : Anne Bédard) : Helen Hume
- Aisha Tyler (VQ : Hélène Mondoux) : détective Wallis
- John Goodman (VF : Jacques Frantz ; VQ : Hubert Gagnon) : Bones Darley
- Jordan Garrett (en) (VQ : Nicolas Bacon) : Lucas Hume
- Stuart Lafferty (en) (VF : Brice Ournac ; VQ : Xavier Dolan) : Brendan Hume
- Matt O'Leary : Joe Darley
- Edi Gathegi (VQ : Hugolin Chevrette) : Bodie
- Hector Atreyu Ruiz (VQ : Antoine Durand) : Heco
- Kanin J. Howell (en) : Baggy
- Dennis Keiffer (pl) : Jamie
- Freddy Bouciegues : Tommy
- Leigh Whannell : Spink
- Yorgo Constantine (en) (VQ : Manuel Tadros) : Michael Barring

## Autour du film
Le Gang de Bill Darley possède deux véhicules grimées de motifs tribaux : une Ford Mustang de 1969 et une Plymouth Duster de 1973.
Dans la scène où Bill Darley assassine son père, on voit en arrière plan un tag de la poupée de Jigsaw, l’emblématique personnage du film Saw du même réalisateur.
De même dans la scène du tribunal la juge (interprétée par Judith Roberts) se prénomme juge Shaw qui fait référence au film Dead Silence sorti la même année, où elle interprète Mary Shaw, la méchante principale du film.